# Josip Debeljak
Josip Debeljak (Orešje, 27. studenog 1902. – Zagreb, 15. listopada 1931.) je bio pekarski radnik i jedan od sedmorice sekretara SKOJ-a.
Rođen je 27. studenog 1902. godine u selu Orešju u Hrvatskom zagorju. Radničkom pokretu pristupio je 1919. godine. Član SKOJ-a postao je 1921. godine u Zagrebu, gdje je radio kao pekar. Član Komunističke partije Jugoslavije postao je 1923. godine. Bio je član rukovodstva Sindikata pekarskih radnika i član Mjesnog komiteta KPJ za Zagreb. Na Četvrtom kongresu KPJ u Dresdenu, održanom u studenom 1928., Josip je bio izabran za člana Centralnog komiteta KPJ i postao sekretar CK SKOJ-a.
Na ilegalnom partijskom sastanku u kavani „Priroda”, na Vinogradskoj cesti u Zagrebu, u listopadu 1931. godine opkolili su ga policijski agenti. U sukobu s agentima ubio je zloglasnog policijskog agenta Dotlića. Tom je prilikom bio ranjen u ruku, ali je uspio pobjeći.
Nekoliko dana kasnije, 15. listopada 1931., policija ga je otkrila u stanu na zagrebačkim Sveticama i ubila, zajedno s Josipom Adamićem, sekretarom MK KPJ za Zagreb i sekretarom Pokrajinskog komiteta SKOJ-a za Hrvatsku.
Godine 1968., sahranjen je u Grobnicu narodnih heroja na zagrebačkom groblju Mirogoj.

## Poveznice
- Sedam sekretara SKOJ-a